# سينارة آكلة الجذور
سينارة آكلة الجذور (الاسم العلمي: Cinara radicivora) هي نوع من الحشرات يتبع جنس السينارة من الفصيلة المنية.